# Цзян'їнь
Цзян'їнь (кит. спр. 江阴, піньїнь: Chiangyin) — місто повітового значення на південному березі річки Янцзи, знаходиться в адміністративному підпорядкуванні міста Усі, провінції Цзянсу. Цзян'їнь є одним з найважливіших транспортних вузлів на річці Янцзи, а також одним з найрозвиненіших повітів Китаю. Станом на перепис 2010 року місто налічувало 1 595 138 мешканців, зараз місто є частиною забудованої агломерації Цзян'їнь-Чжанцзяган-Цзинцзян з населенням 3 526 260 мешканців.

## Етимологія
Назва Цзян'їнь означає «річкова тінь» через його розташування на південному або тіньовому боці річки Янцзи.

## історія

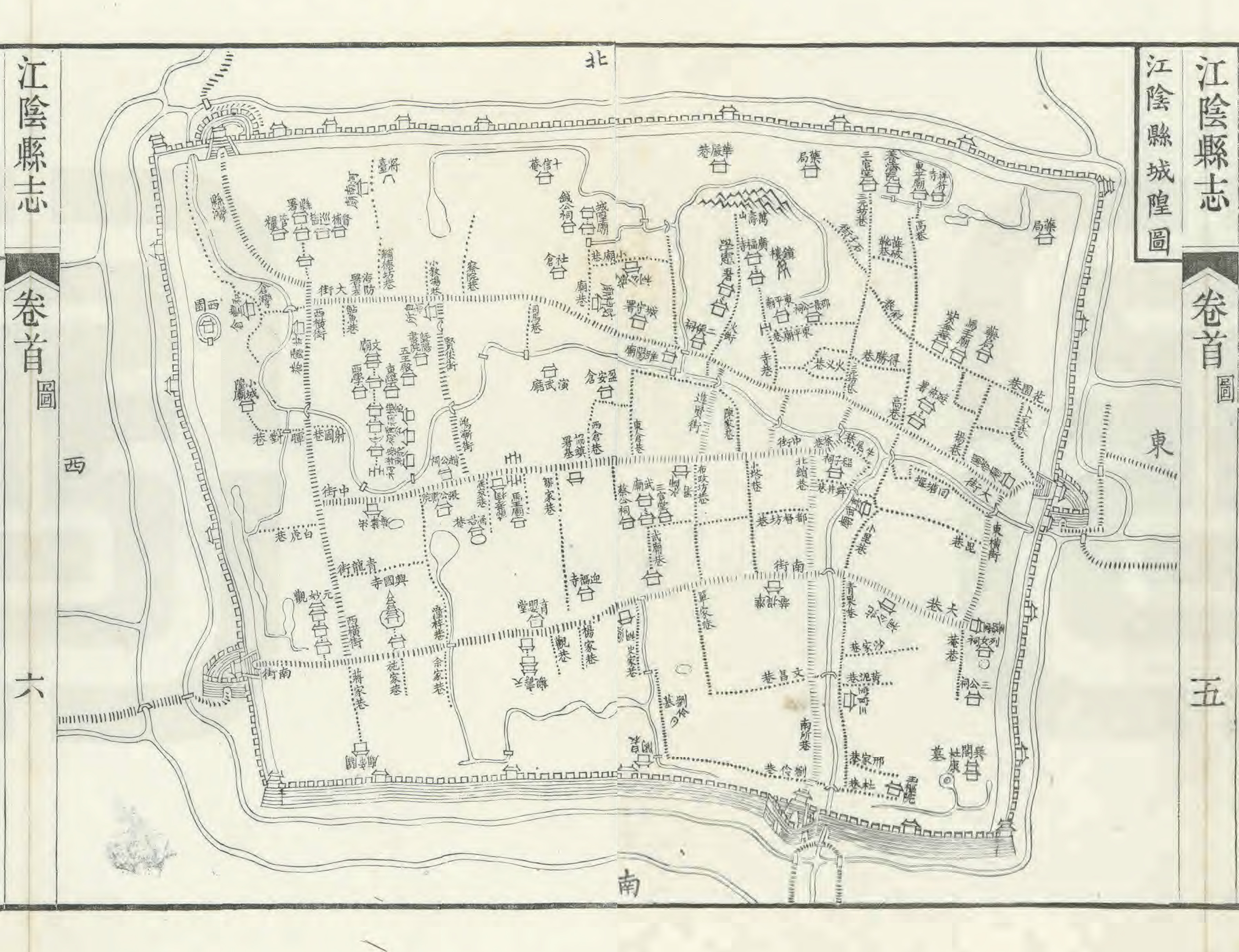
Огороджене місто Цзян'їнь у 1840 році

Спочатку Цзян'їнь був містечком повіту Яньлін (延陵; пізніше відомий як Пілінг, 毗陵). Оскільки містечко було розташоване на півночі озера Цзі, воно отримало назву «Цзіян» (暨陽). У 281 році його було підвищено до повіту комендатури Пілінг. У 558 році північно-західна частина була відібрана від тодішнього повіту Ланлін (Уцзінь і його околиці), щоб створити повіт Цзян'їнь. Він слугував резиденцією командування Цзян'їнь, юрисдикція якого дорівнювала юрисдикції сучасного міста, поки командування не було розпущене в 589 році. За часів Південного Тан воно отримало статус цзюнь (військової префектури), доки не було відновлено як повіт Чанчжоу у 1071 році. Воно розвивалося як важливий порт для заморської торгівлі, і для управління ним у 1145 році було створено Секретаріат морської торгівлі (市舶提擧司). За часів династії Юань повіт став чжоу (меншою префектурою), але в 1367 році його знову надали статус повіту.
У 1645 році драконівське виконання указу про запровадження маньчжурської зачіски та одягу розпалило дух місцевих ханьців до опору. Після ультиматуму «або позбутися волосся, або втратити голову» вони утримували обнесене мурами місто від облоги Цин під керівництвом судді Янь Іньюаня (閻應元).
22 квітня 1949 року повіт Цзян'їнь належав до префектури Чанчжоу адміністративного регіону Південний Цзянсу (адміністративний офіс Сунань) 6 лютого 1953 року був перетворений у префектуру Сучжоу (затверджено 29 листопада 1957 року). 1 грудня 1961 року) дев'ять комун у північно-східній частині округу передано в новостворений округ Шачжоу (сьогодні місто Чжанцзяган). 18 січня 1983 року в провінції Цзянсу була введена нова система муніципального управління повітами, з повітом Цзян'їнь під юрисдикцією міста Усі. 23 квітня 1987 року за згодою Державної ради було скасовано повіт Цзян'їнь і засновано місто Цзян'їнь (1 серпня повіт було скасовано та створено місто, а також офіційно створено місто Цзян'їнь).

## Адміністративний поділ
В даний час місто Цзян'їнь складається з 5 районів і 11 міст.
5 районів
| - Ченцзян (澄江街道) - Шенган (申港街道) - Сяган (夏港街道) | - Наньчжа (南闸街道) - Юньтін (云亭街道) |

11 міст
| - Хуанту (璜土镇) - Ліганг (利港镇) - Юечен (月城镇) - Цин'ян (青阳镇) - Сюсяке (徐霞客镇) - Хуаші (华士镇) | - Чжоучжуан (周庄镇) - Сіньцяо (新桥镇) - Чанцзін (长泾镇) - Гушань (顾山镇) - Чжутан (祝塘镇) |

## Транспорт

### Залізниця
Поромна лінія Цзян'їнь є єдиною, що залишилася через річку Янцзи, вона є частиною залізниці Сіньї–Чансін.
Було побудовано нову високошвидкісну залізничну лінію, яка з'єднує Цзян'їнь безпосередньо з Шанхаєм і Нанкіном. Крім того, воно з'єднано з Усі через відгалуження існуючого метро Усі.

## Відомі люди
- Лі Цзіньцзюнь, посол Китаю (КНР) у Північній Кореї (КНДР) (з 2015 р.)
- Лю Баннон (1891—1934) — письменник
- Лю Тяньхуа (1895—1932) — музикант і композитор
- Мяо Цюаньсунь (缪荃孙) (1844—1919) — академік, автор каталогів, бібліофіл, засновник сучасного китайського бібліотекознавства
- Шангуань Юньчжу — кінозірка
- Сюй Сяке (1587—1641) — видатний мандрівник і географ
- Ю Міньхонг — голова та президент New Oriental Education & Technology Group

## Міста побратими
- Бразилія·Белу-Оризонті：з 22 листопада 1996 року
- Японія·Фудзіока (Ґумма)：з 28 квітня 2000 року
- Італія·Тортона：з 20 серпня 2003 року
- Південна Корея·Кунсан：з 2 квітня 2009 року
- США·Аламіда：з 9 жовтня 2009 року
- Росія·Владимир：з 2 квітня 2011 року
- Франція·Фааа：з липня 2013 року